# پادشاه تپه
پادشاه تپه (انگلیسی: King of the Hill) یک سریال انیمیشن آمریکایی است.